# Ilkka Kanerva
Ilkka Armas Mikael Kanerva, född 28 januari 1948 i Lokalax i Åbo och Björneborgs län, död 14 april 2022 i Åbo, var en finländsk politiker. Kanerva var riksdagsledamot för Samlingspartiet  från år 1975 fram till sin död. Han är den som suttit längst i riksdagen utan avbrott, betydligt längre än den näst längst sittande, Vänsterförbundets Esko-Juhani Tennilä.
Kanerva var till utbildningen politices magister från Åbo universitet 1980. Före sin tid i riksdagen var han ordförande för Samlingspartiets Ungdomsförbund (1972–1976).

## Politisk karriär
Kanerva var riksdagsledamot 1975–2022. Med sina nästan 47 år i ämbetet blev Kanerva den längst sittande riksdagsledamoten i Finlands politiska historia. Han var Riksdagens andre vicetalman 2003–2007. Kanerva var minister vid fyra olika tillfällen: kansliminister 1987–1990  i regeringen Holkeri, trafikminister 1990–1991 i regeringen Holkeri, arbetsminister 1991–1995 i regeringen Aho och slutligen utrikesminister 2007–2008 i regeringen Vanhanen II.

## Sms-skandalen
Sommaren 2005 vittnade många unga modeller om att de fått sms-meddelanden med sexuellt innehåll av Kanerva. I belöning utlovade han arbete vid friidrotts-VM 2005 i Finland. Kanerva var då ordförande för Finlands friidrottsförbund och riksdagens vice talman. Partiledaren Jyrki Katainen gav Kanerva en varning och fick ett löfte om att saken ej skulle upprepas.
 Då Matti Vanhanens andra regering tillträdde 19 april 2007 blev Kanerva utrikesminister. Den 1 april 2008 meddelade Katainen att Kanerva måste avgå efter ännu en sms-skandal. Kanerva hade träffat den erotiska dansaren Johanna Tukiainen på en flygresa till Lappland i mitten av januari 2008 och därefter skickat hundratals sms av erotisk karaktär från sin tjänstetelefon. Kontakten pågick tills pressen den 7 mars fick notis om saken, varvid Kanerva först nekade att han sänt meddelandena för att tre dagar senare medge kontakterna. Ännu den 31 mars meddelade Kanerva att han inte tänkte avgå, men när tidningen Hymy den 1 april publicerade 24 meddelanden blev han avsatt av Katainen på grund av bristande förtroende och brutna löften. Samtidigt utsågs EU-parlamentarikern Alexander Stubb till ny utrikesminister.

## Utmärkelser
- Riddartecknet av I klass av Finlands Lejons orden,  6 december 1985[10]
- Kommendörstecknet av Finlands Vita Ros’ orden,  6 december 1990[11]
- Finlands idrottskulturs förtjänstkors,  1991[12]
- Militärens förtjänstmedalj,  4 juni 2001[13]
- Norska förtjänstordens storkors,  5 juni 2007[14]
- Medalja "Për Merita të Veçanta Civile",  december 2016[15]
- Finlands idrottskulturs stora förtjänstkors,  1 april 2022[16]
- Försvarsmedalj[17]
- Finlands idrottskulturs förtjänstkors i guld[18]

[Redigera Wikidata]

### Uppslagsverk
- Kanerva, Ilkka i Uppslagsverket Finland (webbupplaga, 2012). CC-BY-SA 4.0